# 미니 미노소
오레스테스 "미니" 미노소(Orestes "Minnie" Miñoso, 원래 이름은 사투르니노 오르테스 아르마스 미노소 아리에타(Saturnino Orestes Armas Miñoso Arrieta), /m[미지원 입력]ˈnoʊsoʊ/; 스페인어 발음: [miˈɲoso], 1923년 11월 29일 ~ 2015년 3월 1일)는 "더 쿠반 코메트"("The Cuban Comet"), "미스터 화이트삭스"("Mr. White Sox")라는 별명으로 잘 알려진 쿠바의 전 니그로 리그와 메이저 리그 베이스볼(MLB) 선수이다.